# George Allan (Fußballspieler)
George Horsburgh „Dod“ Allan (* 23. August 1875 in Linlithgow Bridge; † 17. Oktober 1899 in Earlsferry) war ein schottischer Fußballspieler. Er war Stürmer und spielte im späten 19. Jahrhundert, unter anderem beim englischen Verein FC Liverpool.

## Leben
Der 1875 in Linlithgow in West Lothian geborene Allan spielte zu Beginn seiner Karriere für mehrere schottische Amateurvereine. 1894 kam er zum schottischen Erstligisten Leith Athletic, mit dem er 1895 aus der First Division abstieg, bevor er im September 1895 von John McKenna und W. E. Barclay für den englischen Klub FC Liverpool verpflichtet wurde, der zu dieser Zeit in der Second Division spielte. In seiner ersten Saison an der Anfield Road erzielte Allan 25 Tore in nur 20 Spielen und verhalf Liverpool damit zum Aufstieg in die First Division. Obwohl er dieses Niveau in den darauffolgenden Erstligasaisons nicht halten konnte, hatte er zwei Jahre später 49 Treffer in 79 Ligaspielen vorzuweisen sowie weitere drei Tore im FA Cup und sechs in den sogenannten Test-Matches, die der heutigen Relegation entsprechen.
1897 wechselte Allan zu Celtic Glasgow, mit denen er in der folgenden Saison die Schottische Meisterschaft gewann. Zu diesem Erfolg trug er selbst mit 15 Toren in 17 Spielen bei. Im April 1898 wechselte er zurück nach Liverpool.
Sein einziges Länderspiel für Schottland bestritt Allan am 3. April 1897 bei einem 2:1-Sieg über England in London.
Allan war immer noch bei Liverpool unter Vertrag, als er am 17. Oktober 1899 im Alter von 24 Jahren an Tuberkulose starb. Beim folgenden Heimspiel trugen die Liverpool-Spieler ihm zu Ehren schwarze Armbänder.